# Папірус візників

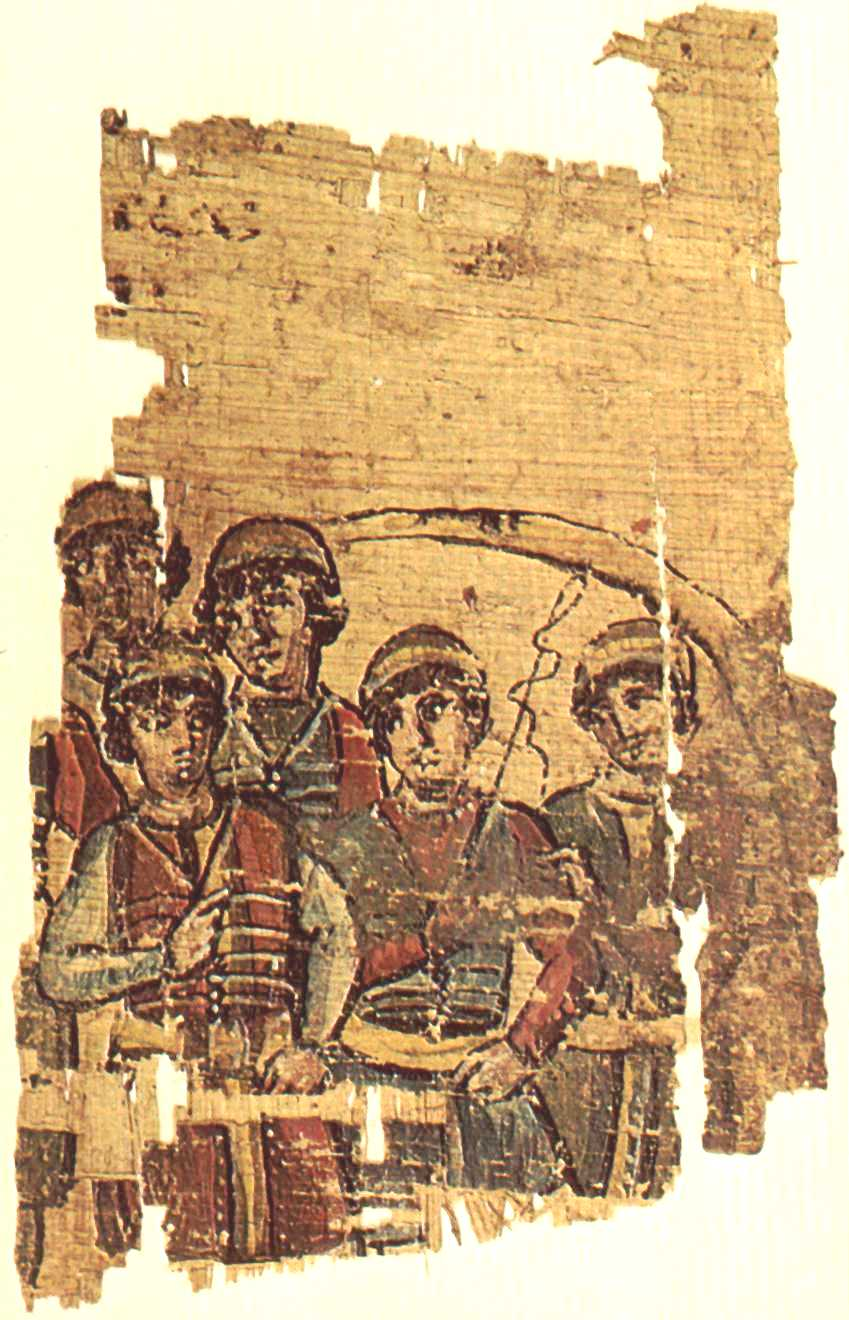

«Папірус візників» (англ. Charioteer Papyrus) — папірусний фрагмент, що містить ілюстрацію до невизначеного літературного твору. Зберігається в Лондоні в  Товаристві досліджень Єгипту (інвентарний номер і шифр P. Ant. S. N. = MP³ 2916).

## Зміст
Папірус виявлений на розкопках в руїнах античного  Антинополя британською експедицією  Джона Джонсона  в 1914 році. Купа сміття, в якій він був знайдений, містить документи IV—VI століть. Судячи з аналізу матеріалу та залишків тексту (сліди кількох літер), спочатку ілюстрація була поміщена не в  сувої, а в  кодексі форматом приблизно 22-25 × 30-33 см. Літери гіпотетично унціальні коптського типу, але точна ідентифікація почерку неможлива.
За стилістичними особливостями датується приблизно V століттям. На відміну від небагатьох збережених ілюстрованих папірусів, даний екземпляр не містить тексту. Збережене зображення включає фігури шести візників в одязі білого, синього, зеленого і червоного кольору (від шостої фігури залишилися незначні сліди). Крім фігур, на зображенні є аркада; мабуть, дія відбувається в цирку. Мабуть, спочатку був створений штриховий малюнок, який потім був майстерно розфарбований. За однією з гіпотез, сюжет зображення може мати відношення до похорону Патрокла або до ігор, приурочених на його честь.